# فيرينك فاركاس
فيرينك فاركاس (بالمجرية: Farkas Ferenc)‏ (و. 1905 – 2000 م) هو ملحن، وموزع (موسيقى)، ومعلم موسيقى، وأستاذ جامعي مجري، ولد في ناجيكانيزسا، توفي في بودابست، عن عمر يناهز 95 عاماً.

## التعليم
تعلم في أكاديمية سانتا تشيشيليا الوطنية (1929–1931)، وأكاديمية الموسيقى، فرانس- ليزتست (1922–1927).

## جوائز
حصل على جوائز منها:
- جائزة كوشوت [الإنجليزية]‏
- جائزة فرانز ليست  [لغات أخرى]‏
- جائزة هردر [الإنجليزية]‏.

## وصلات خارجية
- فيرينك فاركاس على موقع IMDb (الإنجليزية)
- فيرينك فاركاس على موقع ميوزك برينز (الإنجليزية)
- فيرينك فاركاس على موقع أول موفي (الإنجليزية)
- فيرينك فاركاس على موقع قاعدة بيانات الأفلام السويدية (السويدية)
- فيرينك فاركاس على موقع أول ميوزيك (الإنجليزية)
- فيرينك فاركاس على موقع ديسكوغز (الإنجليزية)
- فيرينك فاركاس على موقع قاعدة بيانات الفيلم (الإنجليزية)
- فيرينك فاركاس على موقع كينوبويسك (الروسية)